# Каласма
Калашма (Каласма, хетт. Kalašma) — город-государство позднего бронзового века на северо-западе Малой Азии, на границах Хеттского царства. Находилась к югу от Араванны и к западу от Палы, недалеко от современного ила Болу (Турция).

## История
Итальянский исследователь Массимо Форланини пишет, что Калашма было не племенным названием, а городом-государством, центр которого был укреплён хеттским царем Хантили I (умер около 1560 г. до н. э.). Хантили не смог восстановить местного бога погоды Калашмы, и по возвращении в Хаттусу, столицу хеттов, ему пришлось совершить искупительные ритуалы перед Солнечной богиней земли. 
Арнуванда I (правил в 1380-х гг. до н. э.) назначил связанных присягой военных командиров в регионах, включая Калашму. Гражданское управление осуществлял совет старейшин. Во время правления сына Арнуванды Тудхалии II войска из Каласмы и других мест восстали и бежали через Исуву в неназванную вражескую страну; сын Тудхалии Суппилулиума I покорил мятежные регионы. В правление сына Суппилулиумы Мурсили II (закончилось в 1295 г. до н. э.) произошло несколько восстаний. Одно из них вызвало карательный поход хеттского военачальника Нуванцаса. Мурсили заменил старейшин одним управителем по имени Апарру, который восстал, присвоил царскую власть и вторгся в соседнюю Саппу. Апарру вскоре был побежден, но Каласма находилась в состоянии гражданской войны, пока её не умиротворил в следующем году управитель области Пала Хутупиянцас, племянник Суппилулиумы I .
Позже калашмийцев можно было найти дальше на восток, в Паххуве на верхнем Евфрате, возможно, они были депортированы туда Мурсили или в качестве наёмных солдат. Каласмийцы сражались вместе с хеттами в битве при Кадеше против войск Египетского царства в 1274 г. до н. э.
Калашма — одно из мест, упомянутых в лувийской иероглифической табличке времен правления Арнуванды III (закончилось около 1210 г. до н. э.) как завоеванное Муксусом.
Бедржих Грозный принял топоним «Калашмитта» за вариант «Калашмы», но современные исследования показывают, что на самом деле это были разные места. 

## Язык
Первый (и пока единственный) текст на калашмийском языке был обнаружен в 2023 году исследователями из Вюрцбургского университета. Написанный на глиняной табличке, он является частью Богазкёйского архива, раскопанного в Хаттусе, хеттской столице. Табличка, написанная хеттской клинописью в XIII веке до н. э., является одной из многих в архиве, где записаны ритуалы подданных империи и соседних народов
Относится к анатолийской группе индоевропейских языков. Является родственным хеттскому.